# Hozon Auto

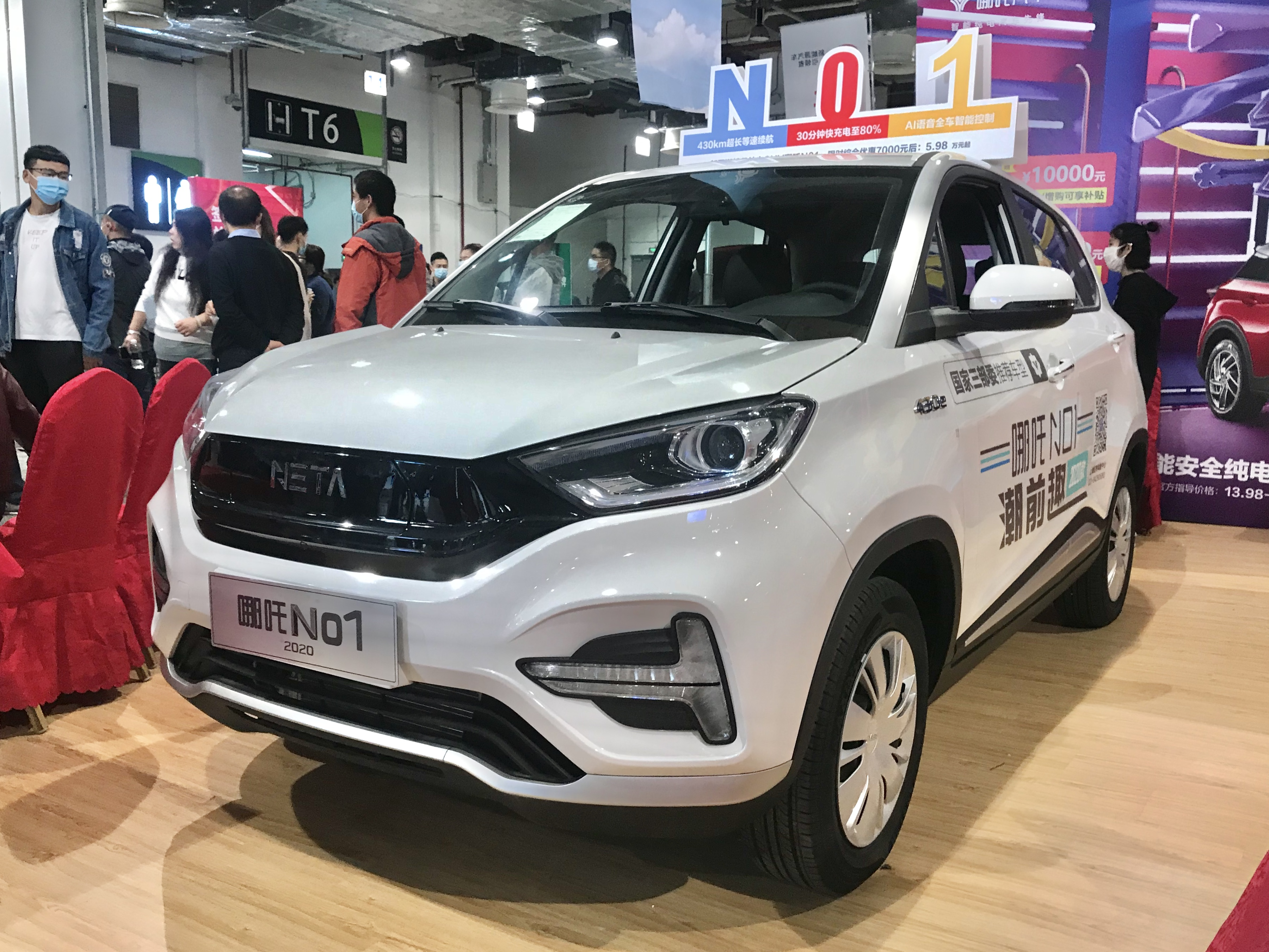
Neta N01 (2018)

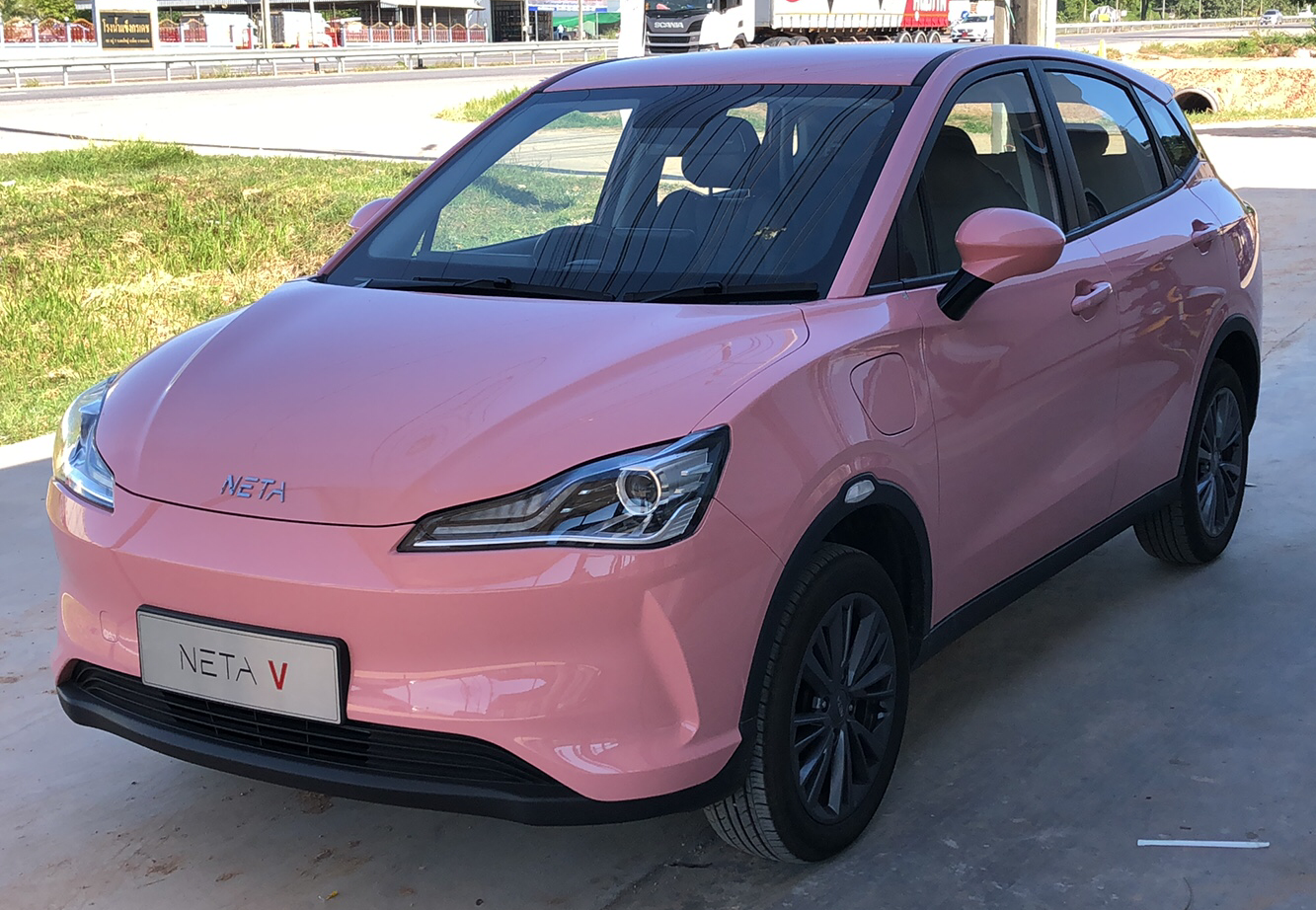
Neta V (2020)

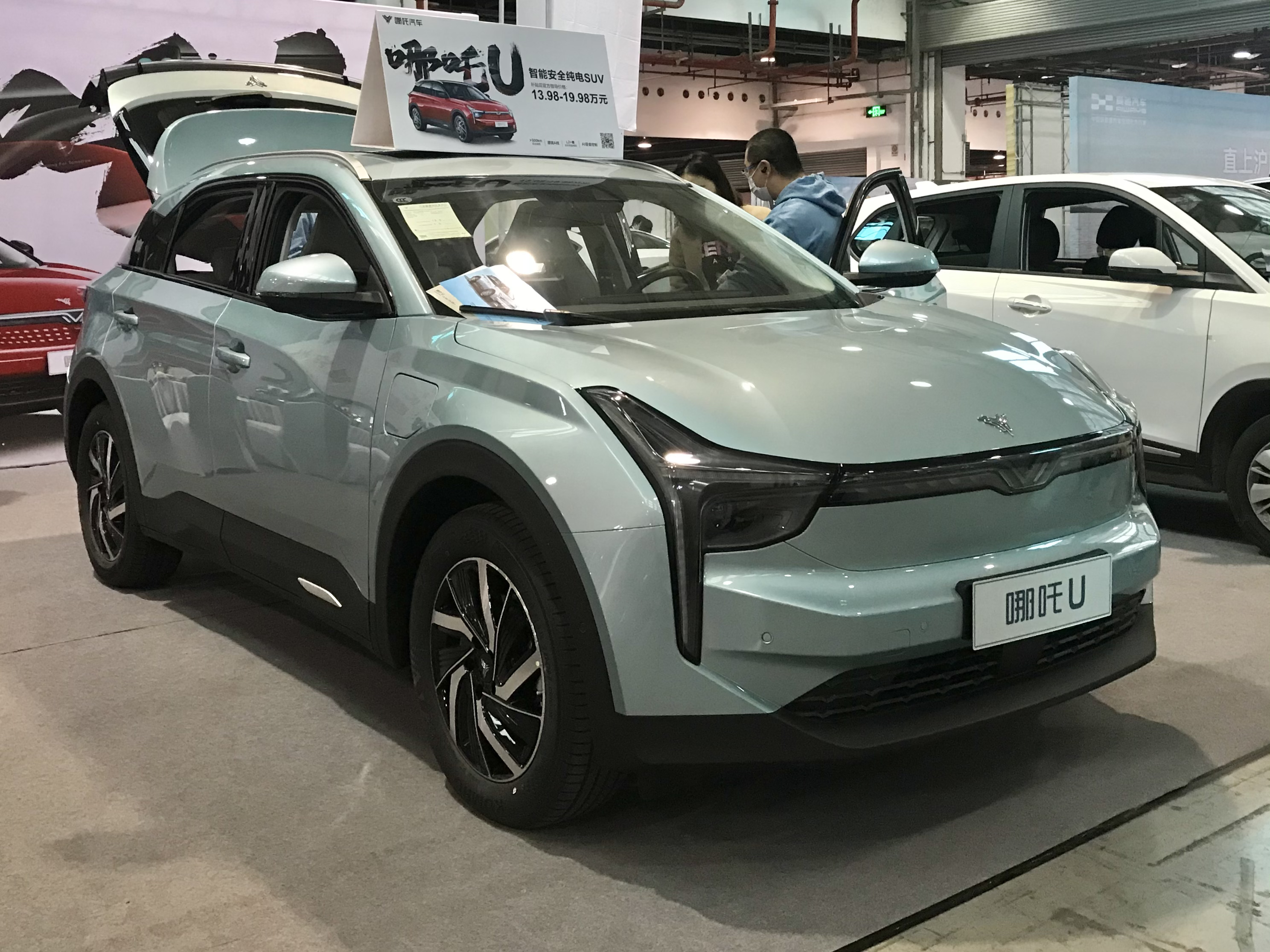
Neta U (2020)

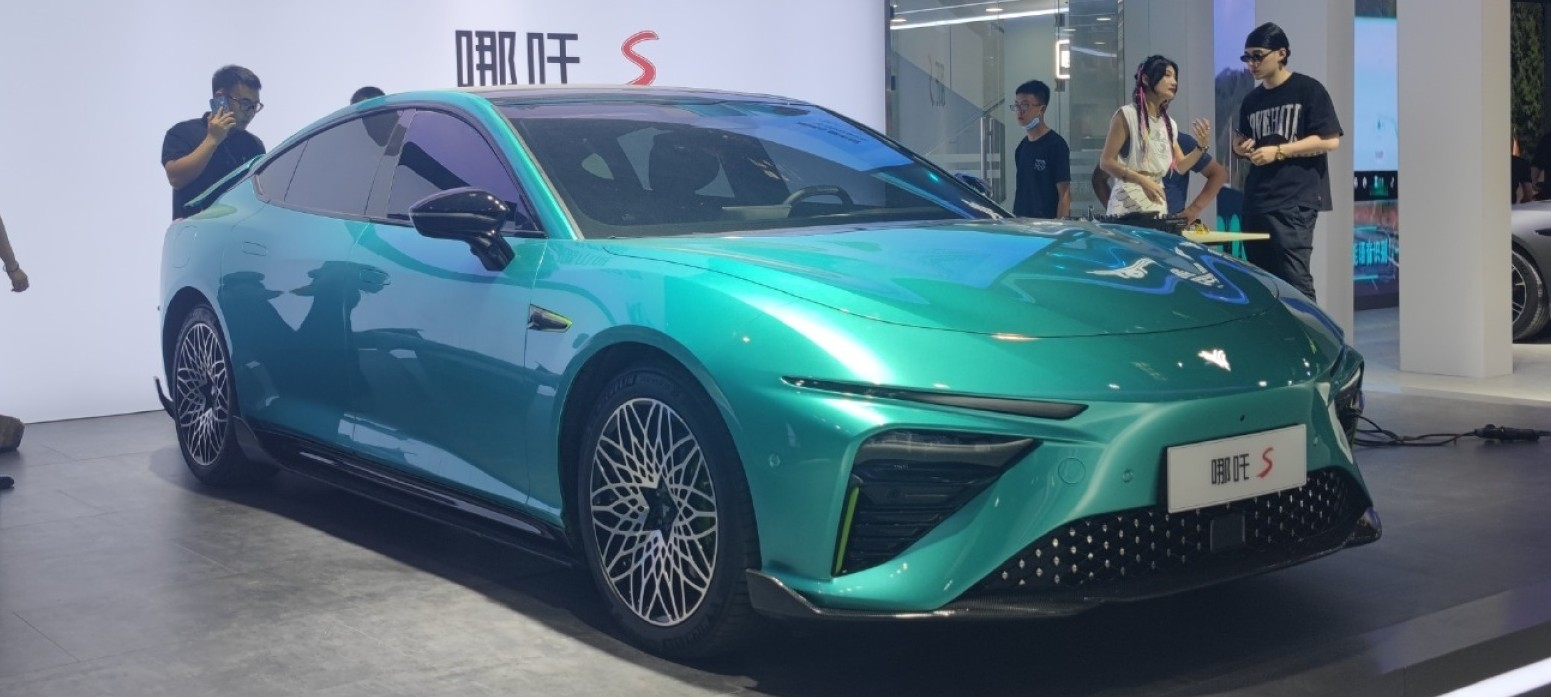
Neta S (2021)

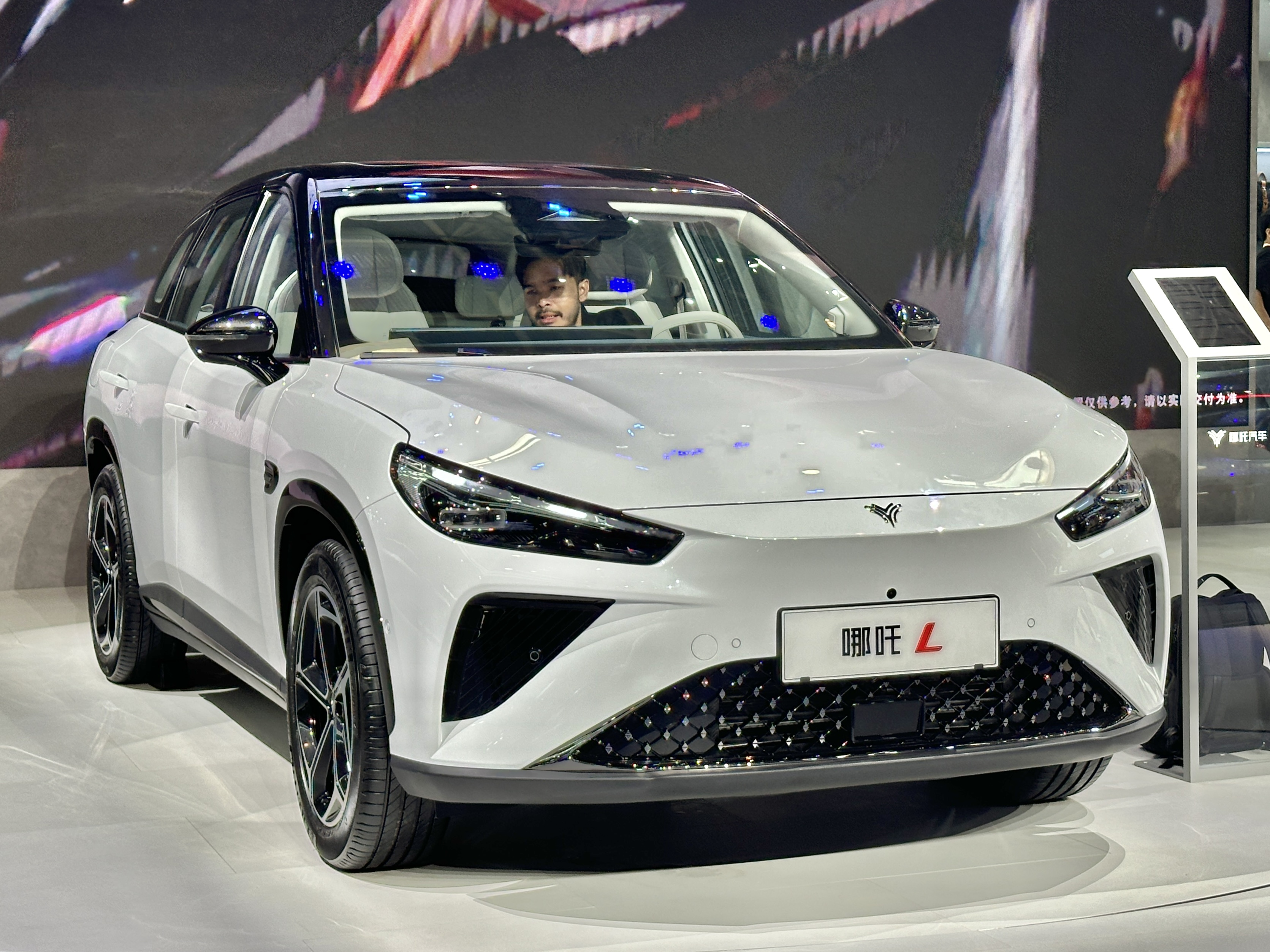
Neta L (2024)

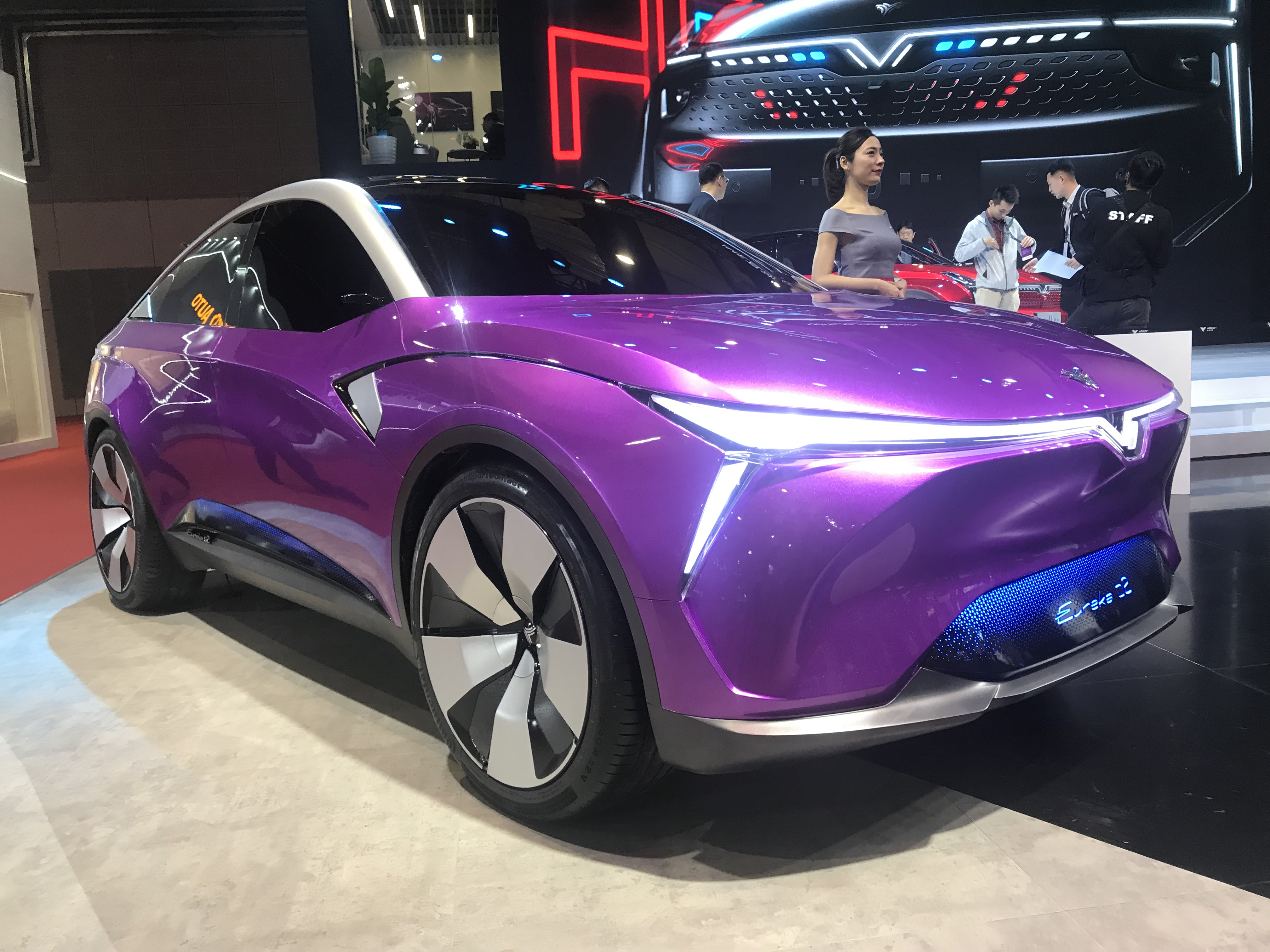
Neta Eureka 02 Concept

Hozon Auto (chiń. upr. 合众汽车) – chiński producent elektrycznych samochodów osobowych, z siedzibą w Jiaxing, działający od 2014 roku. Oferuje on samochody pod marką Neta.

## Historia

### Początki
W 2014 roku w utworzona została spółka Hozon Auto z inicjatywy przedsiębiorstwa Beijing Sinohytec i regionalnego instytutu Zhejiang Yangtze Delta przy pekińskim Uniwersytecie Tsinghua, za siedzibę obierając Jiaxing. W kwietniu 2017 roku  przedstawiono prototyp pierwszego pojazdu crossovera o napędzie elektrycznym, jeszcze pod nazwą spółki jako Hozon EV Concept. Wyrażono tym samym chęć rozpoczęcia seryjnej produkcji samochodów o takim napędzie, odpowiadając na systematycznie rosnące zapotrzebowanie na takie konstrukcje wśród chińskich konsumentów.
W lipcu 2018 roku Hozon Auto przedstawiło pierwszy seryjny model, obierając ostatecznie dla swoich pojazdów markę Neta. W ten sposób, mały crossover o napędzie elektrycznym otrzymał nazwę Neta N01. W marcu 2019 roku przedstawiono serię prototypów  Eureka zwiastujących obszerne rozbudowanie gamy modelowej zarówno o większe crossovery, jak i tradycyjne samochody osobowe. Najważniejszym studium była zapowiedź kompaktowego crossovera Neta U Concept prezentującea szereg nietypowych rozwiązań Hozon Auto takich jak wyświetlacze oddające obraz za martwym polem w słupkach A. Rok później, w 2020 roku, zadebiutował produkcyjny model Neta U.

### Dalszy rozwój
Jesienią 2020 roku ofertę poszerzył trzeci model stanowiący uzupełnienie oferty między podstawowym N01, a topowym U - niewielki, charakteryzujący się miejskim charakterem crossover o nazwie Neta V. W kwietniu 2021 roku podczas wystawy samochodowej Shanghai Auto Show Hozon Auto przedstawił z kolei kolejną po prototypie Eureka 03 zapowiedź rozbudowy oferty o dużego, zaawansowanego technicznie flagowego elektrycznego sedana. Produkcyjny model o nazwie Neta S zaprezentowano ostatecznie wiosną 2022 roku, trafiając do sprzedaży w drugiej połowie roku. W grudniu Hozon Auto zaprezentował kolejny model osobowy w postaci sportowego, 2-drzwiowego coupe Neta GT.
Przez pierwsze lata rynkowej obecności, Neta była marką obecną wyłącznie na wewnętrznym rynku chińskim. Zmianie uległo to w sierpniu 2022 roku, kiedy to odbył się oficjalny debiut w Tajlandii. Pierwszym modelem, jaki przewidziano do sprzedaży w tym regionie, został miejski crossover Neta V z importowany z rodzimych zakładów w Nanning. W czerwcu 2023 wielkość eksportu do klientów w Tajlandii przekroczyła 4000 elektrycznych miejskich crossoverów. Tuż przed tym osiągnięciem, z końcem maja Hozon Auto ogłosiło, że 16 miesięcy po przekroczeniu progu 200 tysięcy samochodów łączna wielkość produkcji chińskiej firmy osiągnęła wielkość 300 tysięcy pojazdów.

### Ekspansja i kryzys
W marcu 2024 firma przedstawiła nowego, dużego SUV-a Neta L, a równolegle ogłosiła ponadto otwarcie drugich po Tajlandii zagranicznych zakładów produkcyjnych, tym razem - w Indonezji. W październiku samochody Neta trafiły do sprzedaży w pierwszym państwie Ameryki Południowej, trafiając do dystrybucji w Brazylii. Pomimo rozbudowy oferty oraz znacznego poszerzenia zasięgu rynkowego o kolejne rynki zbytu, na przełomie października i listopada 2024 Hozon Auto znalazło się w złej sytuacji finansowej. Z powodu m.in. niewypełnienia planowanych celów sprzedażowych (30% mniejsza popularność modeli niż zakładano), firma przeprowadziła masowe obniżki płac u swoich pracowników oraz wstrzymała produkcję samochodów.

## Modele samochodów

### Obecnie produkowane

#### Samochody osobowe
- S

#### Samochody sportowe
- GT

#### SUV-y i crossovery
- V
- Aya
- U
- X
- L

### Historyczne
- N01 (2018–2020)

### Studyjne
- Hozon EV Concept (2017)
- Neta U Concept (2019)
- Neta Eureka 01 Concept (2019)
- Neta Eureka 02 Concept (2019)
- Neta Eureka 03 Concept (2019)
- Neta S Concept (2021)